# Laura Schaeder
Laura Schaeder (* 25. April 1993 in Heilbronn) ist eine deutsche Tennisspielerin.

## Karriere
Die in Leingarten lebende Schaeder spielt hauptsächlich Turniere auf der ITF Women’s World Tennis Tour. Sie gewann dort bislang fünf Einzel- und fünf Doppeltitel. Für den Porsche Tennis Grand Prix erhielt sie 2013 eine Wildcard für die Qualifikation, sie scheiterte aber bereits in der ersten Runde mit 1:6 und 0:6 an Shahar Peer.
In der Tennis-Bundesliga spielte Schaeder von 2012 bis 2015 beim TEC Waldau, der 2014 in die 2. Liga abstieg, aber nach dem sofortigen Wiederaufstieg 2016 wieder erstklassig ist.

## Turniersiege

### Einzel
| Nr. | Datum              | Turnier | Kategorie   | Belag        | Finalgegnerin             | Ergebnis      |
| --- | ------------------ | ------- | ----------- | ------------ | ------------------------- | ------------- |
| 1.  | 24. Juni 2012      | Madrid  | ITF $10.000 | Sand         | Rocío de la Torre-Sánchez | 0:6, 7:5, 6:4 |
| 2.  | 10. Mai 2015       | Båstad  | ITF $10.000 | Sand         | Kajsa Rinaldo Persson     | 5:7, 6:0, 6:2 |
| 3.  | 13. März 2016      | Amiens  | ITF $10.000 | Sand (Halle) | Gioia Barbieri            | 1:6, 6:3, 6:3 |
| 4.  | 15. September 2019 | Focșani | ITF W15     | Sand         | Andreea Mitu              | 6:2, 6:2      |
| 5.  | 8. Dezember 2019   | Iraklio | ITF W15     | Sand         | Claudia Hoste Ferrer      | 6:4, 6:2      |

### Doppel
| Nr. | Datum             | Turnier             | Kategorie   | Belag             | Partnerin         | Finalgegnerinnen                         | Ergebnis         |
| --- | ----------------- | ------------------- | ----------- | ----------------- | ----------------- | ---------------------------------------- | ---------------- |
| 1.  | 9. Oktober 2011   | Settimo San Pietro  | ITF $10.000 | Sand              | Carolin Daniels   | Federica Di Sarra Alice Savoretti        | 7:5, 6:4         |
| 2.  | 9. September 2012 | Engis               | ITF $10.000 | Sand              | Carolin Daniels   | Valentini Grammatikopoulou Lena Lutzeier | 6:4, 6:1         |
| 3.  | 19. Januar 2014   | Stuttgart-Stammheim | ITF $10.000 | Hartplatz (Halle) | Carolin Daniels   | Karin Kennel Lisa Ponomar                | 4:6, 6:1, [10:7] |
| 4.  | 23. Februar 2014  | Altenkirchen        | ITF $10.000 | Teppich (Halle)   | Carolin Daniels   | Claudia Giovine Justine Ozga             | 1:6, 6:4, [10:7] |
| 5.  | 22. März 2015     | Solarino            | ITF $10.000 | Hartplatz         | Janneke Wikkerink | Olga Doroschina Sopia Schapatawa         | 6:4, 2:6, [10:7] |